# Jean Reutlinger
Pour les articles homonymes, voir Reutlinger.
John-Léo Reutlinger, dit Jean Reutlinger, est un photographe français né le 19 mars 1891 à Paris et mort pour la France le 22 août 1914  à Lexy.

## Biographie
Fils du photographe Léopold-Émile Reutlinger, Jean Reutlinger naît le 19 mars 1891 au 21 boulevard Montmartre.
De 1910 à 1914, il travaille avec son père et crée plus d'un millier de photographies en sépia ou en noir et blanc.
C'est lors d'un séjour à Munich qu'il rencontre l'architecte Marcel Brunnarius. Ensemble, ils participent à la création de La Vasque, une revue littéraire mensuelle qui parait à Paris à partir de 1912, dont ils sont directeurs de la publication,. Il y écrit des textes aux côtés de Marcel Brunnarius, Henri Dutheil, Marc Chadourne, Germaine Schrœder, Bernard Zimmer et René Druart.    
Mobilisé au 67e régiment d'infanterie au début de la Première Guerre mondiale, il meurt sur le champ de bataille, dès le premier mois de la guerre, le 22 août 1914,.
Il reçoit la médaille militaire à titre posthume en 1922.

## Photographies attribuées à Jean Reutlinger

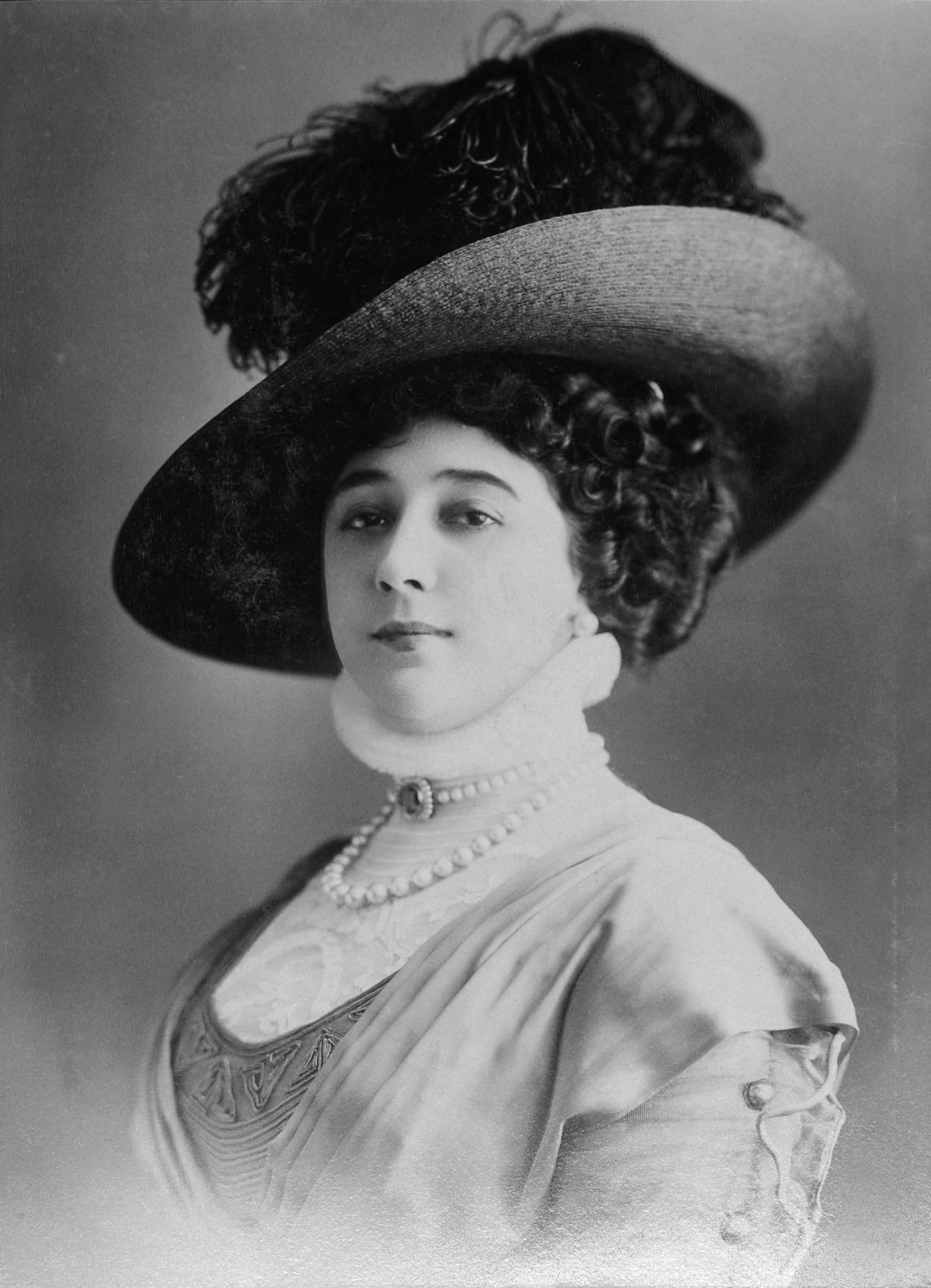
La Belle Otero, après 1910.
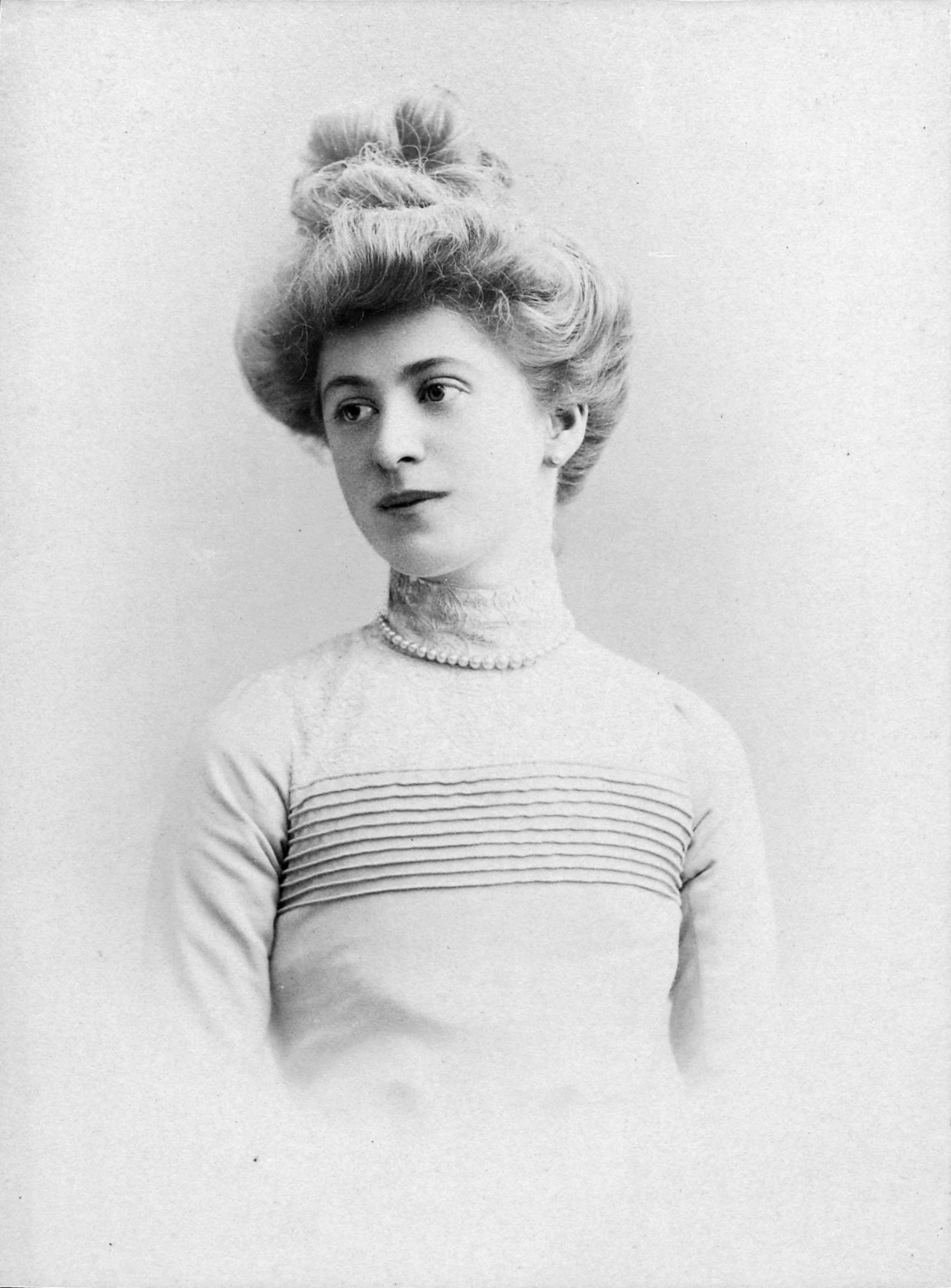
Suzanne Demay (actrice de théâtre), début du XXe siècle.